# Pirga pellucida
Pirga pellucida är en fjärilsart som beskrevs av Wichgraf 1922. Pirga pellucida ingår i släktet Pirga och familjen tofsspinnare. Inga underarter finns listade i Catalogue of Life.